# Silya Nymoen

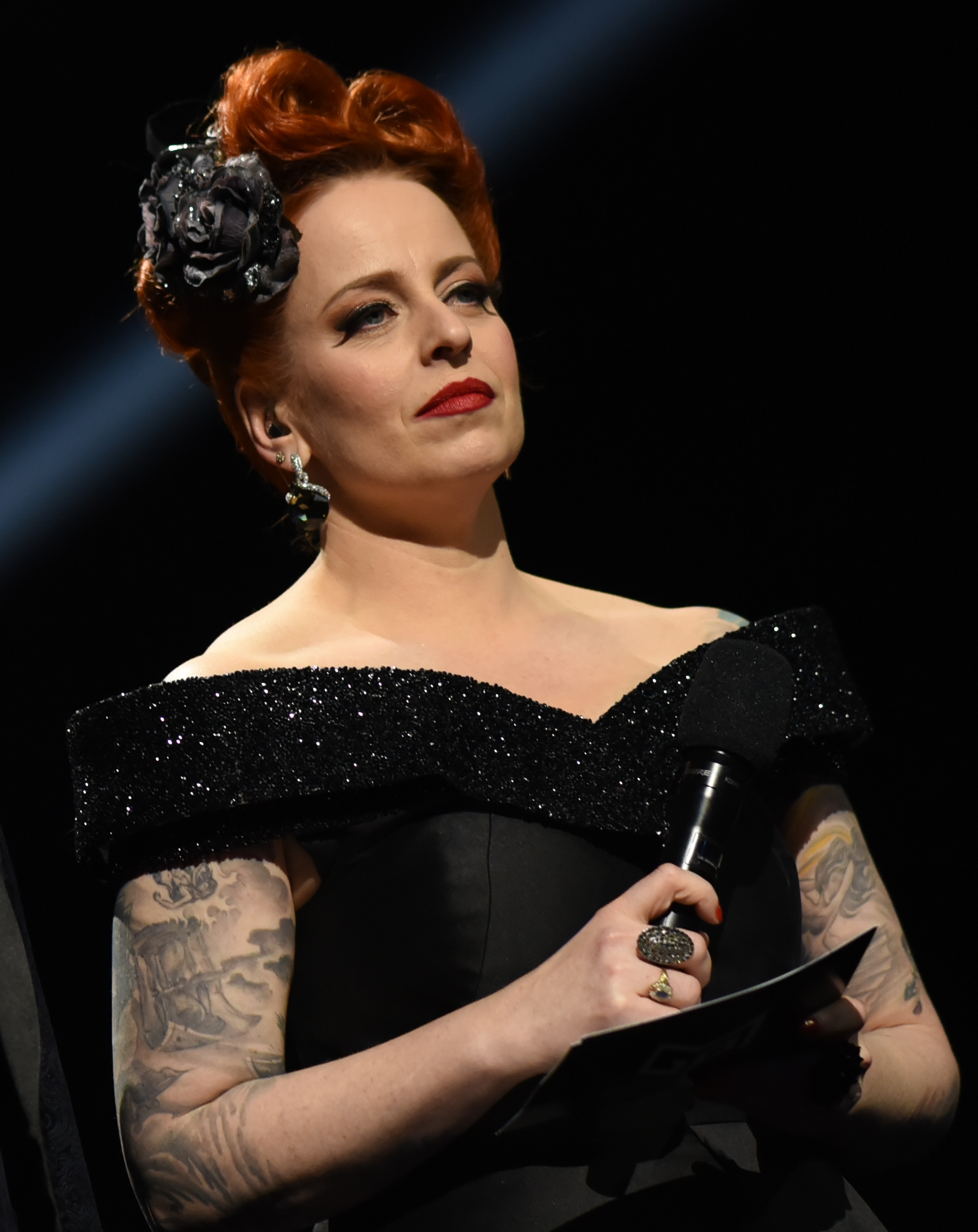
Silya Nymoen, Melodi Grand Prix 2018

Silje Haugum Nymoen (* 3. Januar 1978 in Oslo) ist eine norwegische Sängerin, Songwriterin, Moderatorin und Schauspielerin. Sie tritt als Silya oder Silya Nymoen auf und nutzte zu Beginn ihrer Karriere den Künstlernamen Anèa.

## Leben
Nymoen wuchs im Osloer Stadtteil Østensjø auf. In ihrer Jugend war sie im Bereich Musik und Tanz tätig und sie gehörte mehreren Streetdance-Gruppen an. An der Statens balletthøgskole, die heute ein Teil der Kunsthochschule Oslo ist, studierte sie modernen Jazz. Erste Bekanntheit erlangte sie gemeinsam mit dem Hiphop-Duo Multicyde, für das sie von 1998 bis 2002 als Sängerin fungierte. Während dieser Zeit trat sie unter dem Künstlernamen Anèa auf. Das von der Gruppe im Jahr 1999 veröffentlichte Album Multicydal war über einen längeren Zeitraum hinweg das am häufigsten verkaufte Hiphop-Album Norwegens. Neben ihrer Arbeit mit dem Duo wirkte Nymoen an verschiedenen Musicals wie Cabaret, Chicago und West Side Story mit.

### Solokünstlerin und Moderatorin
Nach dem Ende der Zeit mit Multicyde ging Nymoen nach New York City, wo sie SiLyA zu ihrem neuen Künstlernamen machte. Im Jahr 2006 erhielt sie dort einen Vertrag mit dem Musiklabel Columbia Records. Später gab sie an, dass sie während dieser Zeit unter anderem dazu aufgefordert wurde, falsche Angaben über ihr Alter zu machen. Ihre Debütsingle als Solokünstlerin Rock With You (Don't Turn Your Back On The Sound) gab sie 2006 heraus. Etwas später verlor sie ihren Vertrag bei Columbia Records. Sie gründete daraufhin eine Band. Es folgte eine Zeit, in der sie in New York City und Los Angeles vor allem als Songwriterin arbeitete. Im Jahr 2011 gab sie mit Peel Away ihr Debütalbum heraus. Beim Melodi Grand Prix 2012, dem norwegischen Vorentscheid für den Eurovision Song Contest, trat Nymoen mit dem Lied Euphoria auf. Sie konnte sich dabei in ihrem Halbfinale nicht für das Finale des Vorentscheids qualifizieren.
In der im Herbst 2013 beim norwegischen Rundfunk Norsk rikskringkasting (NRK) ausgestrahlten Musikshow Stjernekamp erlangte sie schließlich größere Bekanntheit in Norwegen. Sie trat dort unter dem Namen Silya Nymoen auf und konnte die Show gewinnen. Im Zuge ihrer Teilnahme an der Sendung zog sie wieder nach Norwegen zurück. Es folgte eine Tour mit der Band Silya & The Rapscallions durch Norwegen. Unter dem Namen Silya & The Sailors folgten neue Singles, das Album Unanchored und mehrere EPs. Beim Melodi Grand Prix 2015 moderierte Nymoen gemeinsam mit Kåre Magnus Bergh. Das Duo war 2016 und 2018 erneut im Einsatz. Bei der Realityserie 71° Nord wurde Nymoen in der im Herbst 2021 ausgestrahlten Staffel Vierte.

### Schauspielerin
Als Schauspielerin war sie erstmals beim 2012 erschienenen Film InContact tätig. Es folgten weitere Rollen, unter anderem im Film Ninjababy. Bei der erstmals im Dezember 2021 bei NRK ausgestrahlten Weihnachtsserie Kristiania magiske tivolitheater übernahm sie die Rolle der Pernilla Rubin. Auch in Theateraufführungen wirkte Nymoen mit, so als Hexe in Reisen til Julestjernen beim Osloer Theater Folketeatret.

## Filmografie
- 2012: InContact
- 2016: Mammon (Fernsehserie, 4 Folgen)
- 2016: Håp i ei Gryte (Fernsehserie, 1 Folge)
- 2020: Knerten und die Seeschlange
- 2021: Ninjababy
- 2021: Kristiania magiske tivolitheater (Fernsehserie, 24 Folgen)

## Diskografie

### Alben
| Jahr | Titel      | Höchstplatzierung, Gesamtwochen, AuszeichnungChartsChartplatzierungen (Jahr, Titel, Platzierungen, Wochen, Auszeichnungen, Anmerkungen) | Anmerkungen         |
| Jahr | Titel      | NO | Anmerkungen         |
| ---- | ---------- | --- | ------------------- |
| 2014 | Unanchored | NO8 (2 Wo.)NO | Silya & The Sailors |

Weitere Alben
- 2019: Happy Holidaze (Silya & The Bad Santas)

### EPs
- 2019: Quantum Bounce (Silya & The Sailors)

### Singles
- 2012: Euphoria
- 2013: No Use in Runnin’
- 2014: Become My Dream (Silya & The Sailors)
- 2018: Bonafide Sinner (Silya & The Sailors)
- 2018: Where Love Resides (Silya & The Sailors)
- 2018: A Marshmallow World (Silya & The Bad Santas)
- 2018: Bella Notte (Silya & The Bad Santas)
- 2020: Soulful Christmas (Silya & The Bad Santas)